# Степанюк Михайло Іванович
Михайло Іванович Степанюк (21 листопада 1921, Олине — 6 січня 1996, Бердичів) — український радянський письменник, поет. Член Спілки письменників України (з 1983), член Спілки письменників СРСР. Учасник німецько-радянської війни.

## Життєпис
Народився 21 листопада 1921 року в селі Олине Ямпільського району Сумської області в багатодітній селянській родині. Рано залишився без батька, деякий час вчився в інтернаті Воздвиженської семирічки, потім його забрала рідна тітка в місто Глухів. Закінчивши у 1937 році Глухівську десятирічку, успішно склав іспити до Брянського інституту лісового господарства.
З початком німецько-радянська війна записався добровольцем у народне ополчення. Навчався у військовому училищі. Воював командиром кулеметного взводу, а згодом командиром розвідки окремого стрілецького батальйону.. По одужанню нестройовий старший лейтенант служив у Горохівськім райвійськкоматі інструктором, начальником 4-го відділу. Демобілізувавшись по закінченні війни, працював помічником лісничого. Закінчивши у 1948 році з відзнакою Брянський інститут лісового господарства, одержав направлення в місто Арциз Одеської області на посаду начальника розсадника системи живого захисту Кишинівської залізниці. Тут знаходить свою долю — одружився з Тамарою Іванівною, з якою прожив усе життя та виховав сина Володимира та дочку Євгенію. Працював начальником розсадника виробничої дільниці, який забезпечував матеріалом лісозахисні насадження вздовж залізниць.
З 1953 року Михайло Степанюк із сім'єю проживав у Бердичеві, працював інженером на залізниці у системі захисних лісонасаджень. Обіймає посаду начальника розсадника, виробничої дільниці, дистанції захисних лісонасаджень. Тисячі гектарів за його участю та керівництвом насаджено й вирощено лісу, мільйони дерев.

## Професійна діяльність
Розробка та будівництво парку водолікарні в місті Хмільнику. За розробками Михайла Івановича на місці безладних зарослів та забурянених латках землі площею понад двадцять гектарів було збудовано пляж, містки через штучні арки, човнярна станція, чайки та галявини певної конфігурації, картини, альтанки, водограї, скульптури. Було висаджено більше 200000 дерев та чагарників, цвіли 1000 троянд, понад 150 тисяч квітів.

## Творчість
В 1955 році Михайло Степанюк за порадою єврейського письменника Фалікмана посилає на конкурс російської загальнофедеральної газети «Гудок» перший прозовий твір — оповідання «Квартирант» та стає переможцем конкурсу. В пресі з'являються одне за одним оповідання автора, а згодом повість «Лелеки».
В 1965 році видавництво «Радянський письменник»(нині видавництво «Український письменник») друкує повісті «Перекотиполе». Рецензію на твір написав відомий прозаїк, нині Лауреат Шевченківської премії Віктор Міняйло, який і рекомендував автора до Спілки письменників. Потім у видавництві «Радянський  письменник» вийшли романи «Пульс» та Накувала зозуля, збірка повістей та оповідань «Живий захист». Видавництво «Мистецтво» надрукувало його комедію — гротеск «Мільйонер». У 1993 році у видавництві «Льонок» вийшла поетична збірка «Ревнивець», там же у 1994 році вийшла повість «Війна на ріках» — спогади військового понтонера О. О. Осадчука. Михайло Степанюк виступив в якості співавтора, зробив літературний запис книжки. Роман «Розлучниця», який повинен був вийти на початку 1995 року, так і не побачив світ.

## Твори
- Аисты (1956);
- Перекотиполе (1965);
- Пульс (1965);
- Живий захист (1965);
- Мільйонер (1965);
- Накувала зозуля (1986);
- Ревнивець (1993);
- Війна на ріках (1994);

## Відзнаки
- Орден бойового Червоного прапора
- Орден Вітчизняної війни першого ступеня
- 20-ть медалей

## Вшанування пам'яті
Меморіальну дошку встановлено в м. Бердичеві на честь 75 — річчя з дня народження письменника, по вулиці Білопільській,6, де він жив та працював у 1953—1986 роках.
На честь Михайла Івановича Степанюка був перейменований провулок Білопільський на провулок Степанюка у м. Бердичеві.